# Maurilia tunicata
Maurilia tunicata är en fjärilsart som beskrevs av Swinhoe 1918. Maurilia tunicata ingår i släktet Maurilia och familjen trågspinnare. Inga underarter finns listade i Catalogue of Life.